# 발티인

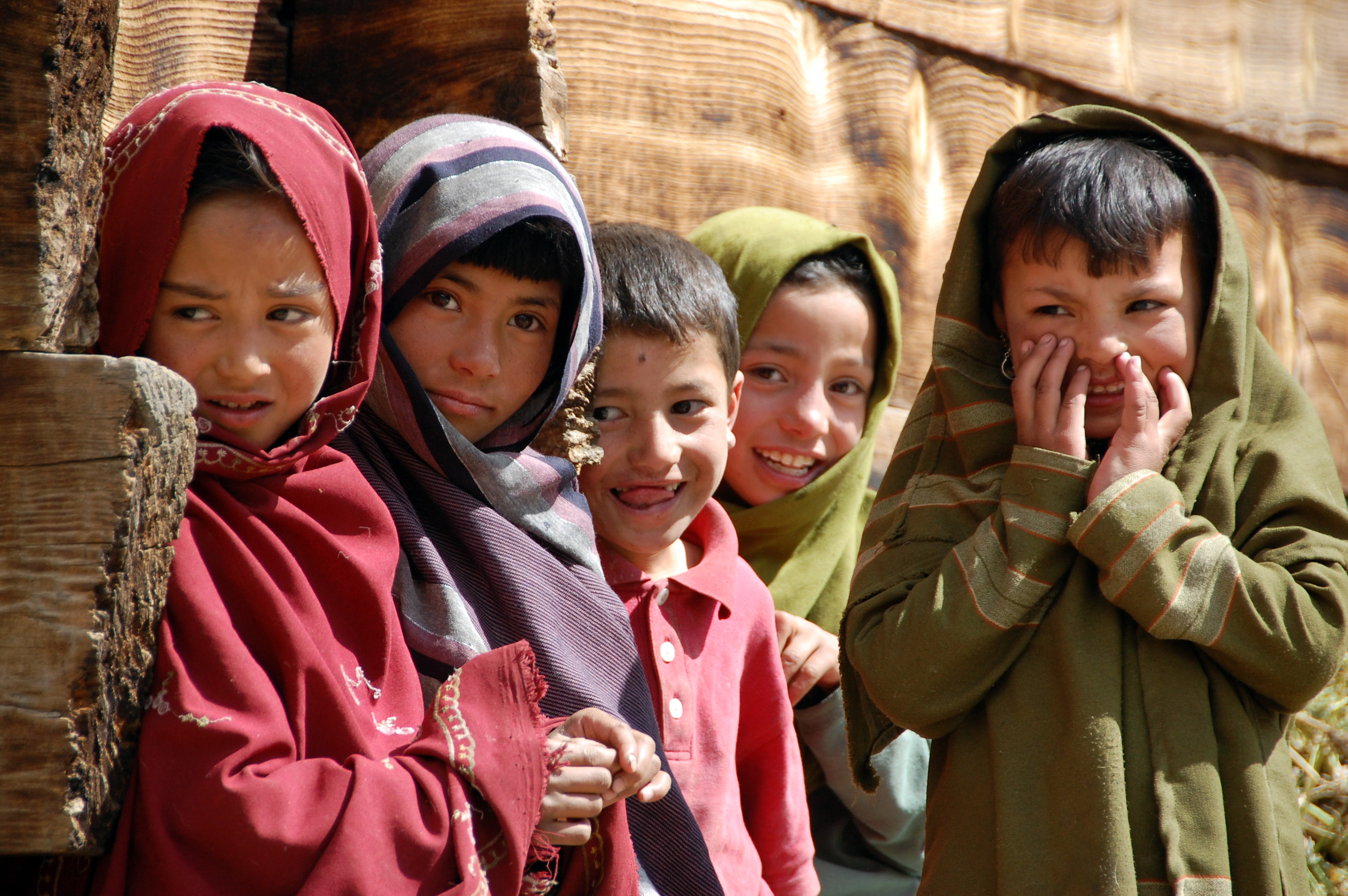

발티인(Balti)은 파키스탄령 길기트-발티스탄과 인도령 라다크 영토에 걸쳐 거주하는 티베트계 민족이다. 티베트계 언어인 발티어를 모어로 사용하며, 대부분 이슬람교(주로 시아파)를 믿는다.

## 같이 보기
- 티베트 무슬림
- 발티어
- 발티 (음식)
- 사르트